# Campionatul Mondial de Scrimă din 1951
Campionatul Mondial de Scrimă din 1951 s-a desfășurat la Stockholm în Suedia.

## Rezultate

### Masculin
| Probă                 | Aur | Argint | Bronz |
| Spadă la individual   | Edoardo Mangiarotti (ITA)                                                                                  | Carlo Pavesi (ITA)                                                                                               | Sven Fahlman (SWE) |
| Spadă pe echipe       | Italia Alain Bessèche René Bougnol Jacques Coutrot Daniel Dagallier Armand Mouyal Armand Simon             | Italia Roberto Battaglia Dario Mangiarotti Mario Mangiarotti Fiorenzo Marini Carlo Pavesi                        | Suedia Per Carleson Sven Fahlman Carl Forssell Rolf Julin Bengt Ljungquist Berndt-Otto Rehbinder                          |
| Floretă la individual | Manlio Di Rosa (ITA)                                                                                       | Edoardo Mangiarotti (ITA)                                                                                        | Jehan Buhan (FRA) |
| Floretă pe echipe     | Franța René Bougnol Jehan Buhan Jacques Lataste Claude Netter Christian d’Oriola Adrien Rommel             | Italia Giancarlo Bergamini Manlio Di Rosa Edoardo Mangiarotti Alessandro Mirandoli Renzo Nostini Giorgio Pellini | Egipt · Osman Abdel Hafeez · Ahmed Abou-Shadi · Salah Dessouki · Hassan Hosni Tawfik · Mahmoud Younes · Mohamed Zulficar  |
| Sabie la individual   | Aladár Gerevich (HUN)                                                                                      | Pál Kovács (HUN)                                                                                                 | Gastone Darè (ITA) |
| Sabie pe echipe       | Ungaria · Tibor Berczelly · Aladár Gerevich · Pál Kovács · Endre Palócz · Károly Pesthy · László Rajcsányi | Italia Gastone Darè Roberto Ferrari Renzo Nostini Vincenzo Pinton Mauro Racca Vittorio Stagni                    | Belgia · Gustave Ballister · Jean Henriet · François Heywaert · Ferdinand Jassogne · Marcel Van Der Auwera · Édouard Yves |

### Feminin
| Probă                 | Aur | Argint                                                                                                | Bronz |
| Floretă la individual | Ilona Elek (HUN)                                                                                        | Karen Lachmann (DEN)                                                                                  | Magdolna Nyári (HUN)                                                                                       |
| Floretă pe echipe     | Franța Jacqueline Baudot Odette Drand Renée Garilhe Françoise Gouny Lylian Guyonneau Therese Sanlaville | Ungaria · Ilona Elek · Margit Elek · Katalin Horváth · Magdolna Nyári · Ilona Sákovics · Ilona Vargha | Danemarca · Ella Dam-Larsen · Solveig Jørgensen · Edith Knudsen · Kate Mahaut · Grete Olsen · Ulla Barding |

## Clasament pe medalii
| Loc | Țară      | Aur | Argint | Bronz | Total |
| --- | --------- | --- | ------ | ----- | ----- |
| 1   | Hungary   | 3   | 2      | 1     | 6     |
| 2   | Franța    | 3   | 0      | 1     | 4     |
| 3   | Italia    | 2   | 5      | 1     | 8     |
| 4   | Danemarca | 0   | 1      | 1     | 2     |
| 5   | Suedia    | 0   | 0      | 2     | 2     |
| 6   | Belgia    | 0   | 0      | 1     | 1     |
| 6   | Egipt     | 0   | 0      | 1     | 1     |